# Сторожик Валерій Степанович
Валерій Степанович Сторожик (нар. 7 грудня 1956, Котельва, Полтавська область, Українська РСР, СРСР) — радянський і російський актор театру, кіно та дубляжу. Заслужений артист Російської Федерації (1995).

## Біографія
Валерій Сторожик народився 7 грудня 1956 року в селищі Котельва Полтавської області Української РСР.
З 1968 року, з дванадцятирічного віку, він почав зніматися в дитячому кіно на «Центральної кіностудії дитячих і юнацьких фільмів імені М. Горького». Його кумирами тоді були Ален Делон, Марчелло Мастроянні, і він захотів стати таким же.
У 1979 році Валерій Сторожик закінчив акторський факультет Вищого театрального училища імені М. С. Щепкіна при Державному академічному Малому театрі Росії. Після закінчення вишу актора-початківця запрошували на роботу до Малого театру, але він зробив інший вибір.
З 1979 року по теперішній час Валерій Сторожик служить в трупі Державного академічного театру імені Моссовєта. Його дебютом на сцені театру стала епізодична роль у виставі «День приїзду — день від'їзду».
Знімався у багатьох кінофільмах, одна з перших помітних ролей зіграна в 1982 році в музичній казці відомого режисера Олександра Мітти «Казка мандрів». Ця роль дісталася акторові абсолютно випадково. Сценарій писався для актриси театру Моссовєта Лариси Кузнєцової. Олександр Мітта прийшов на виставу «Сашка», де грав Валерій полоненого німця, і запропонував підіграти Ларисі на пробах. Так сталося, що її не взяли у фільм, а Валерій отримав роль.
На рахунку актора ролі в ліричній комедії Сави Куліша «Казки... казки... казки старого Арбата» (1982), мелодрамі Олександра Алова і Володимира Наумова «Берег» (1983), в історико-біографічному фільмі Сергія Бондарчука «Борис Годунов» (1986), в трагіфарсі Михайла Туманішвілі «Заповіт Сталіна» (1993). У 1991 році Валерій Сторожик зіграв головну роль у пригодницькій комедії «Джокер» режисера Юрія Кузьменка.
Також Валерій Сторожик бере участь в озвучуванні закордонних художніх фільмів, телесеріалів та комп'ютерних ігор російською мовою. Його голосом говорять Джеремі Айронс у «Жінці французького лейтенанта» (1981), Дастін Хоффман у «Людині дощу» (1988), Кевін Костнер в «Почтальоне» (1997), Ніколас Кейдж у «Місті ангелів» (1998), Бенджамін Лайнус у серіалі «Залишитися в живих» (2004-2010), Джейсон Айзекс у фільмах про Гаррі Поттера, Шекер-ага, Іскандер Челебі і Лала Мустафа-паша в серіалі Чудовий вік, а також Сем Фішер в російській версії серії комп'ютерних ігор «Splinter Cell» та багато інших героїв.

### Популярність
Валерій Сторожик — перший актор, який в 1989 році починав репетирувати роль Ісуса з Назарета в музичному спектаклі «Ісус Христос — суперзірка» за мотивами однойменної рок-опери Ендрю Ллойда Веббера і Тіма Райса режисера-постановника Павла Хомського, прем'єра якого відбулася у 1990 році на сцені Державного академічного театру імені Моссовєта. Однак, в процесі репетицій актор відмовився від цієї ролі:

«Напевно, я просто спасував перед труднощами, а може бути, злякався незвичного матеріалу, адже в „Ісусі“ треба було одночасно співати, рухатися і при цьому ще щось зображати. Я всіляко манкірував репетиціями, сперечався з режисером, чіплявся до неточностей в тексті. Коротше, напередодні прем'єри я взяв і пішов з вистави. Мене замінив Олег Казанчеєв».

В 1996 році був випущений музичний спектакль «Гра за мотивами відомого мюзиклу «Шахи» Бенні Андерссона, Тіма Райса і Бйорна Ульвеуса, де Валерій виконував одну з головних вокальних партій. Після цього до нього знову звернулися з пропозицією спробувати зіграти Ісуса. Актор дав згоду і почав репетирувати. І раптом:
«Валера, ти завтра граєш».
 — Як завтра? Я не готовий!»
Через шість років після прем'єри вистави «Ісус Христос — суперзірка» Валерій Сторожик все ж повернувся у постановку. Грав роль Ісуса з 1996 по 2002 рік. Жодна роль не принесла йому такої популярності, як ця.
«Дівчатка-підлітки приходять на „Ісуса“ з відеокамерами, диктофонами та фотоапаратами. Після вистави кричать „браво!“. Не приховую, мені це подобається. Я люблю глядачів, особливо глядачок... Іноді навіть підглядаю з-за лаштунків: чи є в залі симпатичні дівчата».

### Родина
Валерій Сторожик був одружений з акторкою Мариною Олександрівною Яковлевою (нар. 1 квітня 1959). Пара розлучилася в 1991 році. У подружжя є двоє синів: Федір (нар. 1987) та Іван (нар. 1989).

«Моя сім'я — театр. Це мій справжній дім... Я не хочу говорити про особисте життя, тому що не має права ображати тих людей, з якими у мене збереглися гарні стосунки. Деякі примудряються знайти свою „половину“, вміють утримати її, „звити гніздо“, щоб діти були, онуки. По-моєму, це неймовірно складно! У мене не вийшло поки. Не хочеться скаржитися на життя. Та й мені на неї скаржитися! Адже у мене є два сини».

## Творчість

### Театральні роботи

#### Державний академічний театр імені Моссовєта
З 1979 року по теперішній час Валерій Сторожик служить в трупі Державного академічного театру імені Моссовєта і зіграв багато драматичних ролей:
- «Чорний гардемарин» — Альоша
- 1981 — «Сашка» за однойменною повістю  В'ячеслава Кондратьєва (режисери — Гарий Черняховський, Аліна Казьміна) —   полонений німець
- «Фабрична дівчина» — Федько
- «Винні» — Єгор
- «Людина як людина» — Гелі Гей
- «Брати Карамазови» за  однойменним романом  Федора Достоєвського —  Олексій Карамазов (Альоша), син Федора Павловича, молодший брат Дмитра і Івана
- «Орніфль, або Наскрізний вітерець» — Фабріс
- «Змова почуттів» — Кавалерів
- «Гальмування в небесах» — текст від автора
- «Мати Ісуса» — старший син
- «Максим наприкінці тисячоліття» — Максим
- «Містерія про ненародженої дитини, про нездійсненну матері і Всевишнього батька» — Валяєв
- «Помилки однієї ночі» — молодий Марлоу
- «Фома Опискин» — Сергій Олександрович
- «Скандал? Скандал? Скандал!» — Чарльз Серфес
- «Учень диявола» — Річард
- «Король Лір» — Едгар, син графа Глостера
- 1996–2002 — «Ісус Христос — суперзірка», музичний спектакль за мотивами однойменної рок-опери Ендрю Ллойда Веббера і Тіма Райса (режисер-постановник — Павло Хомський; прем'єра відбулася в 1990 році) — Ісус з Назарета
- 2003 (по теперішній час) — «Ісус Христос — суперзірка», музичний спектакль за мотивами  однойменної рок-опери  Ендрю Ллойда Веббера і  Тіма Райса (режисер-постановник — Павло Хомський; прем'єра відбулася в 1990 році) — Понтій Пілат
- 2005 (по теперішній час) — «Химерна пригода з доктором Джекілом та містером Гайдом», музичний спектакль за мотивами  однойменного роману  Роберта Льюїса Стівенсона  і  мюзиклу «Джекілл і Хайд» композитора Френка Уайлдхорна на лібрето Леслі Брікасса (режисер-постановник — Павло Хомський; прем'єра відбулася в 2005 році) — Джон Аттерсон, адвокат, повірений доктора Генрі Джекіла
- 2007 (по теперішній час) — «Шум за сценою» за однойменною комедією Майкла Фрейна (художній керівник — Павло Хомський, режисер-постановник —  Олександр Леньков; прем'єра відбулася в 1987 році; спектакль відновлений в грудні 2007 року) —  Ллойд Даллас, режисер вистави[3]
- 2016 (по теперішній час) — «Енергійні люди» за однойменною п'єсою Василя Шукшина (постановка — Павло Хомський; прем'єра відбулася в січні 2016 року) —  Кирпатий [4]

### Фільмографія
1. 1981 — «Житіє святих сестер» — Михайло
2. 1982 — «Казка мандрів» — дорослий травень
3. 1982 — «Казки... казки... казки старого Арбату» — Левко (Лев Олександрович Гартвіг), наречений Виктоша, студент Ленінградського математичного інституту, дев'ятнадцяти років
4. 1982 — «Сонячний вітер» — Есхата Полютін, фізик, аспірант, вірний помічник Надії Петровської
5. 1983 — «Справа за тобою!» — Вадим, новий завідувач сільським клубом, брат Віри
6. 1983 — «Сашка» (фільм-спектакль) — полонений німець
7. 1984 — «Берег» — гвардий лейтенант Княжко
8. 1986 — «Борис Годунов» — Дмитро Андрійович Курбський, князь
9. 1987 — «Винуваті» (фільм-спектакль) — Єгор
10. 1987 — «Де б не працювати» —  Інокентій Павлович, аспірант
11. 1987 — «Піддані революції» — Етьєн
12. 1987 — «Репетитор» — Євген Огаришев (головна роль)
13. 1988 — «Зимова казка» (фільм-спектакль) — Флорізеля, син Поліксена, короля Богемії
14. 1988 — «Радості земні» — Валерій Бітюков
15. 1989 — «Село Степанчиково і його мешканці» (фільм-спектакль) — Сергій Олександрович, студент, племінник полковника Ростаньова
16. 1989 — «Софія Петрівна» — директор
17. 1989 — «Скляний лабіринт» — інвалід з гітарою
18. 1990 — «Посередник» — Олександр Замятін, інженер, він же «Кут-11»
19. 1991 — «Джокер» — «Джокер», авантюрист, шукач скарбів (головна роль)
20. 1991 — «Зброя Зевса» — Ален Конт, син Мартіна і Єви
21. 1993 — «Розкол» — Сергій Васильович Зубатов, глава Особливого відділу Департаменту поліції МВС Російської імперії
22. 1993 — «Заповіт Сталіна» — Кирило, журналіст
23. 1993 — «Виродок» — хірург
24. 1994 — «Імперія піратів» — Фернан Миссон, засновник і глава Либерталії, капітан піратів
25. 1996 — «Полуничка» (серія № 105. «Цілодобове обслуговування») — батько дівчинки
26. 1998 — «День повного місяця» — Олег Миколайович, режисер
27. 1999 — «Одна любов душі моєї» — Микита Муравйов
28. 1999 — «Фома Опискин» (фільм-спектакль) — Сергій Олександрович
29. 2000 — «Репете» — Василь Михайлович (головна роль)
30. 2001 — «Годинник без стрілок» — приятель Семена
31. 2003 — «Вершник на ім'я Смерть» — чоловік Олени
32. 2003 — «Євлампія Романова. Слідство веде дилетант (фільм № 1. Манікюр для небіжчика») — Костянтин і Дмитро Катукови
33. 2003 — «Північний сфінкс» —  князь Чарторижський
34. 2003 — «Тоталізатор» — Дитятин
35. 2004 — «Опера. Хроніки вбивчого відділу 1 («фільм № 12. Подвійна помилка») — Лимарєв
36. 2005 — «Невідомість» — (головна роль)
37. 2006 — «Карамболь» — Михайло Тропінін, лікар-діагност
38. 2006 — «Король Лір» (фільм-спектакль) — Едгар, син графа Глостера
39. 2007 — «Джоконда на асфальті» — Костянтин, шанувальник Ольги, бізнес-партнер її батька (головна роль)
40. 2007 — «Крижана пристрасть» — Олександр, чоловік Елли (головна роль)
41. 2007 — «Ми будемо щасливі, моя принадність» — Вадим
42. 2007 — «Репетитор» — Олександр, батько Анастасії
43. 2008 — «Пастка» — Віктор Едуардович Матіч
44. 2008 —2010 — «Загальна терапія» — Леонід Захарович Самойлов, лікар відділення загальної терапії (головна роль)
45. 2008 — «Осінній детектив» (фільм № 1 «Нове життя») — Спартак Станіславович Толубаев
46. 2008 — «Терміново в номер 2» (фільм № 10 «Золотий олень») — Столяров
47. 2009 — «Обізнане джерело в Москві» (художньо-документальний телесеріал) — Едмунд Стівенс, журналіст
48. 2010 — «Була любов» — Павло Миколайович Панфілов, батько Анни
49. 2010 — «Таке звичайне життя» — Гліб Андріанович Агєєв, фізик, співробітник НДІ, чоловік Лариси
50. 2011 — «|Тільки любов» — Олександр, батько Романа
51. 2011 — «Метод Лаврової» (фільм № 8. «Рушниця на стіні») — Киря
52. 2011 — «Амазонки» (серія № 16. «Справа про повішеною студентці») — Володимир Андрійович Тарбінскій, викладач
53. 2012 — «Одкровення. Реванш» — мистецтвознавець
54. 2012 —2013 — «Не плач по мені, Аргентина!» — Герман
55. 2013 — «Занурення» — Володимир, доктор
56. 2013 — «Пасічник» (фільм № 15. «Подвійний капкан»)» — Фріц, австрійський адвокат
57. 2013 — «Другий шанс» — Роман, батько Насті
58. 2014 — «Аромат шипшини» — Сергій Дмитрович Новіков, хірург-кардіолог, професор, чоловік Людмили (головна роль)
59. 2014 — «У вас буде дитина» — Іван Олексійович Сахаров, батько Гната
60. 2014 — «Третій поєдинок» — Микола Анатолійович Марков, професор, отець Павла
61. 2017 — «Бумеранг» — Анатолій Аркадійович Лебедєв, професор, отець Дар'ї
62. 2017 — «Будинок в останнього ліхтаря» — Ердель
63. 2017 — «Суфлер» — Ердель
64. 2017 — «Трюфельний пес королеви Джованни» — Ердель
65. 2017 — «Вівтар Трістана» — Ердель
66. 2017 — «Алмази Цирцеи» — Ердель
67. 2017 — «Сфінкси північних воріт» — Ердель
68. 2017 — «Наречений для дурки» — Вадим Павлович, адвокат
69. 2017 — «Морозова» —  Борисович, експерт-криміналіст, співробітник Експертно-криміналістичного центру СК РФ
70. 2017 — «Незнайомка в дзеркалі» — Павлов, батько розлучених в дитинстві сестер-близнюків Юлії Павлової та Євгенії Некипелова